# 陳北開
陳北開（约1916年—2005年），臺灣苗栗縣公館鄉石墻村農民，以紅棗帶動家鄉產業。

## 生平

### 早年生活

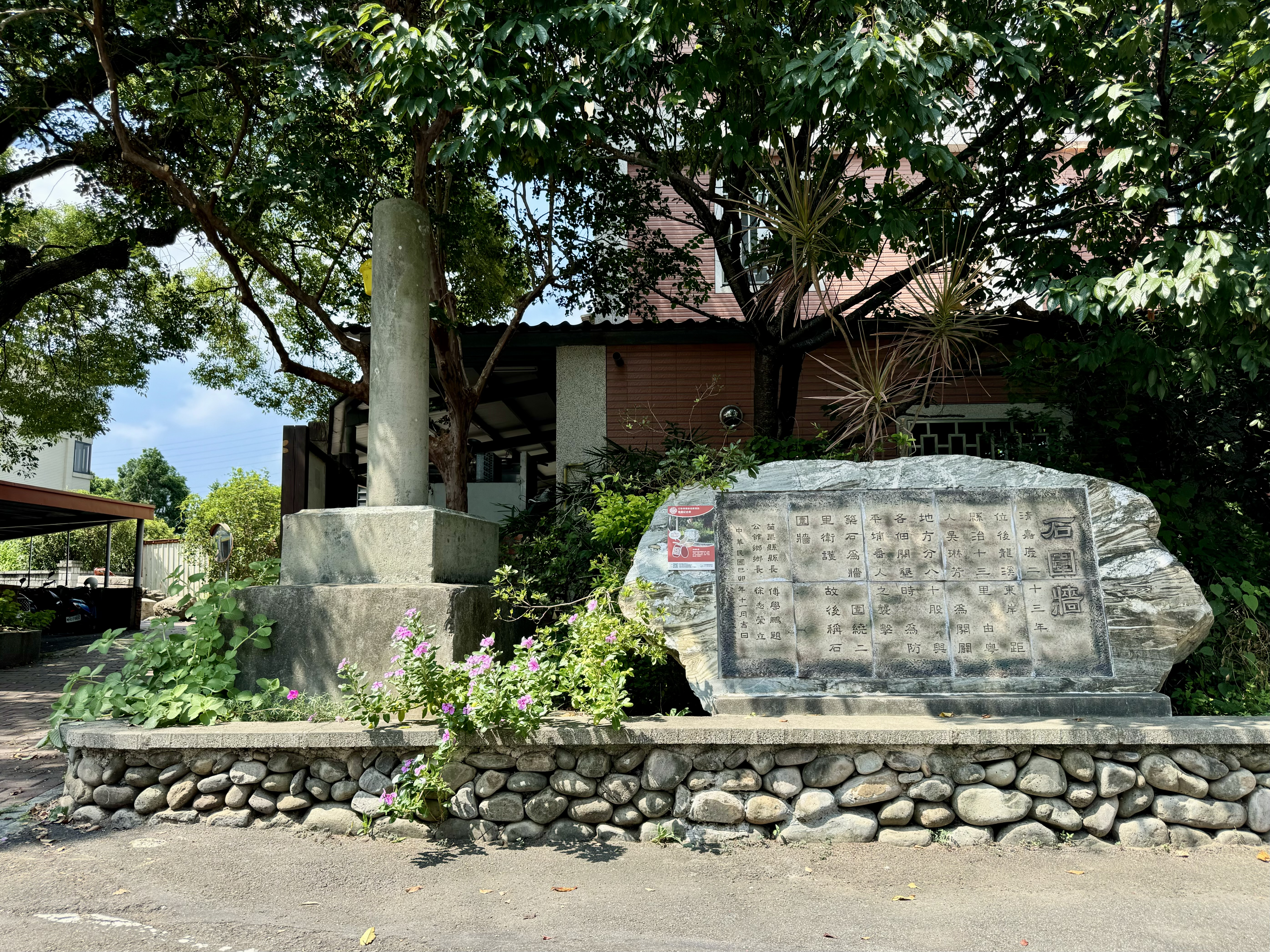
大震災石圍牆庄殉難紀念碑與石圍牆歷史說明碑

陳北開為石墻村的客家人，為陳捷順6名子女的第4子。陳捷順曾任40餘年的保正、是臺灣製糖製糖會社成員，女兒陳香菊還是村中最先受教育的女子。據同村的謝春梅兒時回憶，除陳捷順、王添郎、徐炳祥等家族有磚瓦屋可住外，當時八成以上的村民住的都是茅草屋。後來陳北開長兄陳漢初在水里坑經營木材失敗，賣掉家中10餘甲田地，家道自此中落，大陳北開9歲的三哥陳漢秋也因此中斷在東京的學業。
1935年4月21日，關刀山地震，陳北開因幫友人劉玉鼎去演練子弟班而倖免於難。但他時為台中縣雞隆公學校教師的兄長陳漢秋、妹妹都遭難。事後陳漢初撰題大震災石圍牆庄殉難紀念碑碑文悼念地震殉難者。1945年，日本戰敗後，陳北開與弟弟陳日陞等本來籌措旅費，要去日本找三哥的日籍女友增山靜子、與三哥兒子，但因舊台幣的貶值最後並未成行。

### 種植紅棗

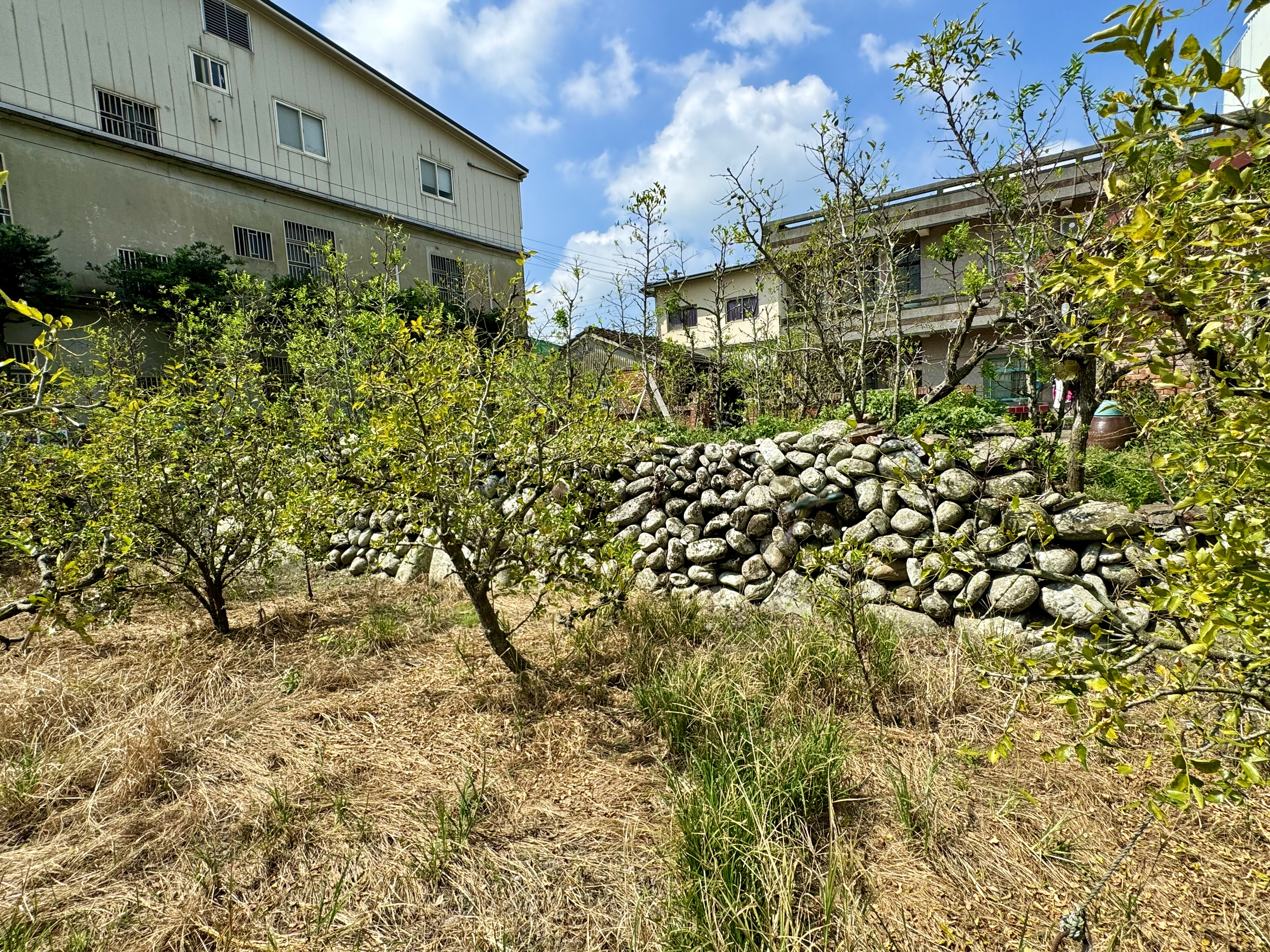
石圍牆遺址與紅棗園

陳北開祖宅有兩株作為庭樹納涼的紅棗樹，為祖父陳煥南清末時託人自家鄉廣東省潮安縣帶來。1938年，23歲的陳北開為了紀念兄弟分家及長子出生，將老家的紅棗樹分苗後，在自家後院栽種第二代。當初，陳北開種紅棗只是自家食用，兩岸分治造成中藥材缺乏，又中藥材商前來收購，陳北開才開始增加種植棵數。1950年代，陳北開將紅棗樹分株種植第三代來量產，因將農田改種植紅棗，還被鄰舍嘲笑。
石墻村因西、南邊的後龍溪鵝卵石、砂礫溪埔農地而排水性特好，加上山勢帶來的夏季季風而減少果蠅之害，比附近開礦村、福基村都適合栽種紅棗。據陳北開兒子陳昶君說，後來紅棗價格水漲船高，村民紛紛向他們要樹苗。1975年，公館鄉農會總幹事的羅金海和推廣股長古錦燊，改革紅棗行銷方式，改以鮮果直銷和乾果加工兩者併行。到1978年，張毅為調查出磺坑歷史，與莊靈去石墻村社拜訪陳北開時，一路上見到的都是清綠無比的棗樹。在1983年時，石墻村紅棗晒乾的中藥藥材，每台斤價格可賣到新台幣250元至300元。1985年，陳北開積極奔走爭取及公館鄉農會的重視下，鄉農會輔導石墻村發展紅棗觀光果園，提供遊客入園採果。
1995年，時齡80歲的陳北開，仍種植有200餘棵紅棗樹，每天在棗園內工作悉心照料。2001年7月27日，陳北開得知縣府明日將贈送「紅棗先進」匾額，謙說自己不敢當，認為是許多人努力，他只是希望鄉親生活得更好而已。次日，縣長傅學鵬在福基村舉行的紅棗農特品園遊會上，頒發「貢獻特殊作物紀念獎」給陳北開，感謝他在家鄉推動紅棗產業
2005年末，90歲的陳北開逝世。